# Rákócziújfalu
Rákócziújfalu község az Észak-Alföldi régióban, Jász-Nagykun-Szolnok vármegye Szolnoki járásában.

## Fekvése
A vármegye délnyugati részén, a Tisza bal partján fekszik, Szolnoktól 12 kilométerre délre. A községtől délnyugatra folyik a Tisza, medre itt írja le a Közép-Tisza-vidék hatalmas kanyarulatát (vezseny-martfűi kanyar). A legközelebbi szomszédos települések észak felől Rákóczifalva, dél felől pedig Martfű, de közigazgatási területe határos még Vezsennyel és Kengyellel is.

### Megközelítése
Közúton a Szolnok – Martfű – Kunszentmárton vonalon haladó 442-es főúton érhető el. A község délkeleti külterületein áthalad még a 4629-es út is, de az lakott területeket ott nemigen érint.
Az autóbuszos közúti közösségi közlekedést a Volánbusz szolgáltatja.
Vasútvonal nem vezet át a településen. A legközelebbi vasútállomás körülbelül 5 kilométerre, Martfűn, a MÁV 130-as számú, Szolnok–Hódmezővásárhely–Makó-vasútvonalán található (Martfű vasútállomás; másik kézenfekvő lehetőség vasúton érkezők számára a mintegy 12 kilométerre lévő Szolnok vasútállomás.

## Történelem
A település a középkori (Tisza)Varsány (amely 1691-ben egy tatárdúlás, illetve a Rákóczi-szabadságharc idején egy rác betörés miatt elpusztult) Alsóvarsány-pusztai részén alakult ki.
A terület csak a 20. század elején kezdett újra benépesülni. Rákócziújfalu 1950. január 6-án vált önálló településsé Rákóczifalva határrészéből.
Rákócziújfalu egyike volt annak az öt magyarországi településnek (Bátyával, Püspökszilággyal, Ruzsával és Tiszatarjánnal együtt), amelyekben 2020-ban mintaprojekteket indítottak, arra keresve hazánkban alkalmazható módszereket, hogy miként válhatnak ellenállóbbá a kistelepülések az éghajlatváltozással egyre több gondot okozó vízgazdálkodási szélsőségekkel szemben.

## Közélete

### Polgármesterei
- 1990–1994: Kiss János (független)[4]
- 1994–1998: Kecskés János (független)[5]
- 1998–2002: Kecskés János (független)[6]
- 2002–2006: Kecskés János (független)[7]
- 2006–2007: Kecskés János (független)[8]
- 2008–2009: Papp János József (SZDSZ)[9]
- 2009–2010: Papp János József (független)[10]
- 2010–2014: Papp János József (független)[11]
- 2014–2017: Papp János József (független)[12]
- 2018–2019: Varga József (független)[13]
- 2019–2024: Varga József (független)[14]
- 2024– : Varga József (független)[1]

A településen a 2006–2010 közti önkormányzati ciklusban két időközi polgármester-választást is tartottak, előbb 2008. március 30-án, majd 2009. augusztus 16-án, mindkét esetben az addigi polgármester lemondása miatt. A 2009-es választás érdekessége volt, hogy mindkét előzőleg lemondott faluvezető elindult rajta, de a pozíciót kettejük közül a hivatalban lévő jelölt nyerte el, ez évben már függetlenként.
2018. február 4-én ismét időközi polgármester-választást kellett tartani a településen, az előző polgármester lemondása miatt.
Rákócziújfalu Község Önkormányzatának címe: 5084 Rákócziújfalu, Rákóczi út 26., telefonszáma: (56) 444-054, faxszáma: (56) 444-065, e-mail címe: r.ujfaluph@mail.datanet.hu. A település hivatalos honlapja: www.rakocziujfalu.hu, helyi újságja az Újfalusi Híradó. (Az előbbi adatok egy része elavult lehet, szükség esetén ellenőrzésre, pontosításra szorulhat.)

## Népesség
A település népességének változása:
| Lakosok száma | 1988 | 1953 | 1911 | 1808 | 1812 | 1816 | 1793 |
|               | 2013 | 2014 | 2017 | 2021 | 2022 | 2023 | 2024 |

2001-ben a település lakosságának közel 100%-a magyar nemzetiségűnek vallotta magát.
A 2011-es népszámlálás során a lakosok 81,6%-a magyarnak, 0,3% cigánynak, 0,2% németnek mondta magát (18,4% nem nyilatkozott; a kettős identitások miatt a végösszeg nagyobb lehet 100%-nál).
2022-ben a lakosság 89,3%-a vallotta magát magyarnak, 0,7% cigánynak, 0,2% ukránnak, 0,1-0,1% németnek és görögnek, 1,4% egyéb, nem hazai nemzetiségűnek (10,6% nem nyilatkozott; a kettős identitások miatt a végösszeg nagyobb lehet 100%-nál).

## Vallás
A 2001-es népszámlálás adatai alapján a lakosság kb. 31,5%-a római katolikus, kb. 9%-a református, kb. 0,5%-0,5%-a evangélikus, illetve görögkatolikus vallású. Más egyházhoz vagy felekezethez kb. 0,5% tartozik. Nem tartozik semmilyen egyházhoz, illetve nem válaszolt kb. 58%.
2011-ben a vallási megoszlás a következő volt: római katolikus 21,2%, református 4,9%, evangélikus 0,2%, felekezeten kívüli 46,3% (26% nem nyilatkozott).
2022-ben vallása szerint 14,1% volt római katolikus, 4,6% református, 0,6% görög katolikus, 0,1% evangélikus, 0,8% egyéb keresztény, 1,2% egyéb katolikus, 37,3% felekezeten kívüli (41,2% nem válaszolt).

### Római katolikus egyház
A Váci egyházmegye (püspökség) Szolnoki Főesperességének Szolnoki Esperesi Kerületében lévő Rákóczifalvai Plébániához tartozik, mint filia.

### Református egyház
A Tiszántúli Református Egyházkerület (püspökség) Nagykunsági Református Egyházmegyéjébe (esperesség) tartozik. Nem önálló anyaegyházközség.

### Evangélikus egyház
A Déli Evangélikus Egyházkerület (püspökség) Nyugat-Békési Egyházmegyéjében (esperesség) lévő Tiszaföldvári Evangélikus Egyházközséghez tartozik, mint szórvány.

### Görögkatolikus egyház
A Szórvány Helynökség Budapesti Főesperességének Pesti Esperesi Kerületében lévő Szolnoki Parochiához tartozik, mint filia.

## Természeti értékek
- A Tisza és ártere 1978 óta a Közép-Tiszai Tájvédelmi Körzet része.

## Nevezetességei
- Ökumenikus templom: 1998-ban épült.
- Millecentenáriumi emlékoszlop: 1996-ban készült Györfi Sándor Munkácsy-díjas szobrászművész alkotása, mely a turulmadarat ábrázolja.
- A község névadójának, II. Rákóczi Ferenc fejedelemnek a portrészobra: alkotója Janzer Frigyes Munkácsy-díjas szobrászművész.
- Az 1848–49-es forradalom és szabadságharc domborműve: készítette E.Lakatos Aranka szobrászművész.
- Az államalapító Szent István bronzportréja: 2001-ben készült. Alkotója Simon Ferenc szobrászművész.
- A művelődési házban látható Szűcs M. Csilla Varsányi táncospár című alkotása.
- A mai község – Rákócziújfalu – területén található a Törvényhalom, melyhez történelmi mondák és események fűződnek. E mondák szerint itt hirdettek törvényt Tiszavarsány bírái, itt ítélkezett Dózsa György is.

## Gazdaság
A lakosság nagy része a környező városokban (Szolnok, Martfű) dolgozik.

### Ipar
Többféle kis- és középvállalkozás is működik a településen, például lombtrágya-üzem, cipőfelsőrész-készítő, gumiipari termékeket előállító üzem, rehabilitációs foglalkoztatást végző vállalkozás, stb.

### Mezőgazdaság
Főleg a zöldségtermesztés és az állattenyésztés dominál.

## Sport
A település sportegylete a Rákócziújfalui Sport Egyesület. A Rákócziújfalui SE honlapja

### Labdarúgás
A szakosztály a Jász-Nagykun-Szolnok megyei III. osztály Kunság-csoportjában szerepel (2009/2010).

## Külső hivatkozások
- Rákócziújfalu hivatalos honlapja
- Művelődési Ház és Községi Könyvtár hivatalos honlapja
- Rákócziújfalu térképe Archiválva 2021. február 23-i dátummal a Wayback Machine-ben
- Rákócziújfalu az utazom.com honlapján
- Rákócziújfalu lap
- Rákócziújfalu címere